# リッチモンド・アポン・テムズ区
リッチモンド・アポン・テムズ・ロンドン自治区（リッチモンド・アポン・テムズ・ロンドンじちく、英: London Borough of Richmond upon Thames、 発音）は、イギリスのロンドン南西部にある自治区で、アウター・ロンドンを構成する区の一つ。1963年ロンドン政府法により設置された :5 。ロンドン自治区の中では、テムズ川の両岸に面する唯一の区である。
同区の紋章にオールが描かれているが、これはオックスブリッジの対抗レガッタ定期戦「ザ・ボート・レース」の終着点がテムズ川のモートレイク (Mortlake) にあることに由来している。

## 地理
グレーター・ロンドン内では、東側でハマースミス・アンド・フラム区、ワンズワース区、南側でキングストン・アポン・テムズ区、北側でハウンズロー区と接する。西側ではサリー州に隣接する。

## 地区

リッチモンド区内各エリアないし地区(district) における下位行政地区(ward)の位置, 2002年 (A map showing the wards of Richmond upon Thames since 2002)
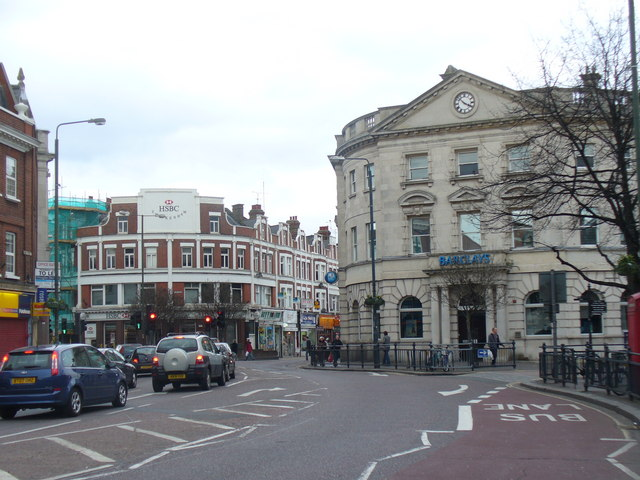
トゥイッケナム中心街、キング・ストリートの東端を占めるバークレイズ銀行と、傍らのHSBC (Central Twickenham The classical facade of Barclays Bank dominates the east end of King Street. Another bank, HSBC, is visible beside it.)
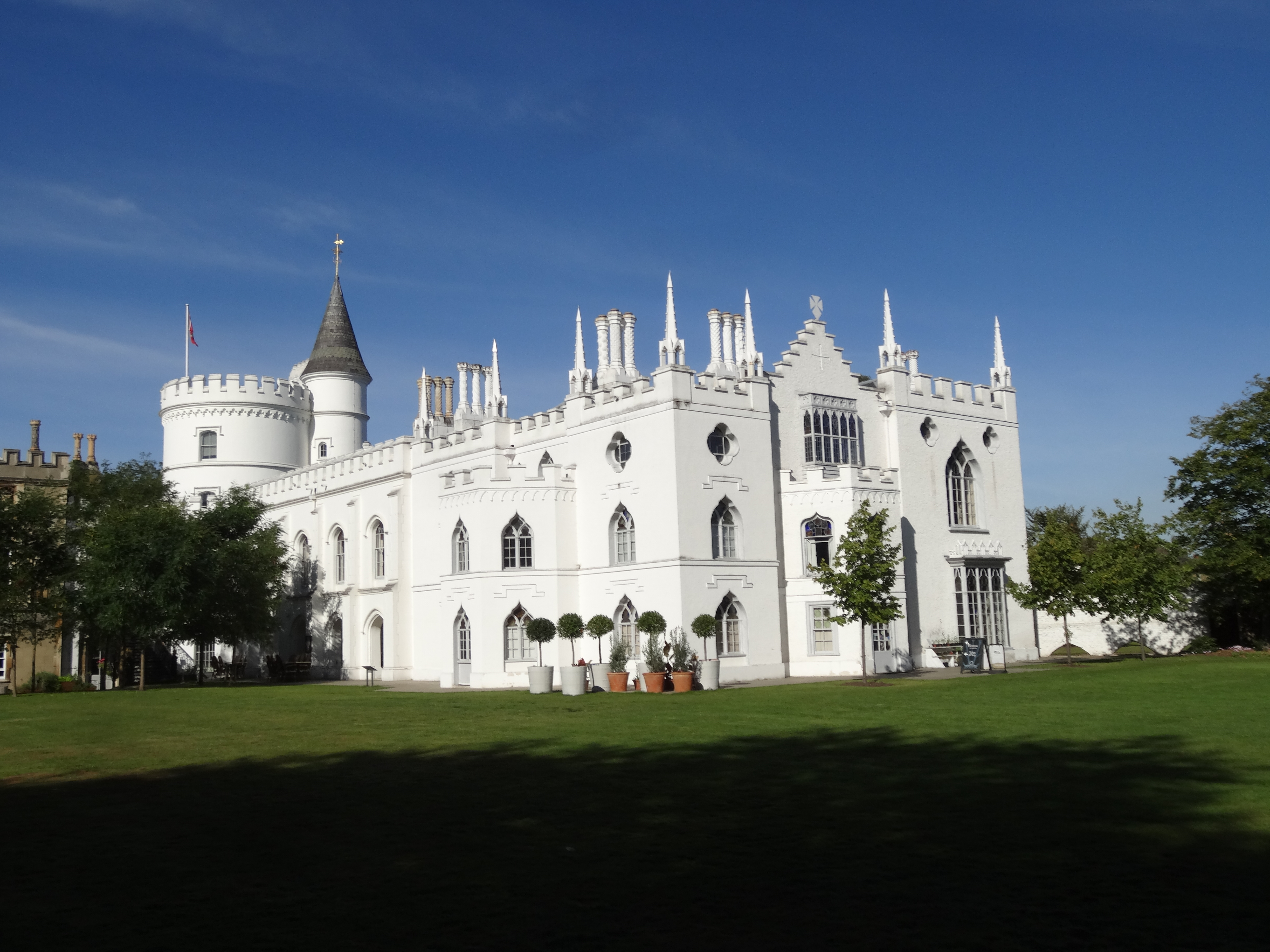
ストロベリー・ヒル・ハウス
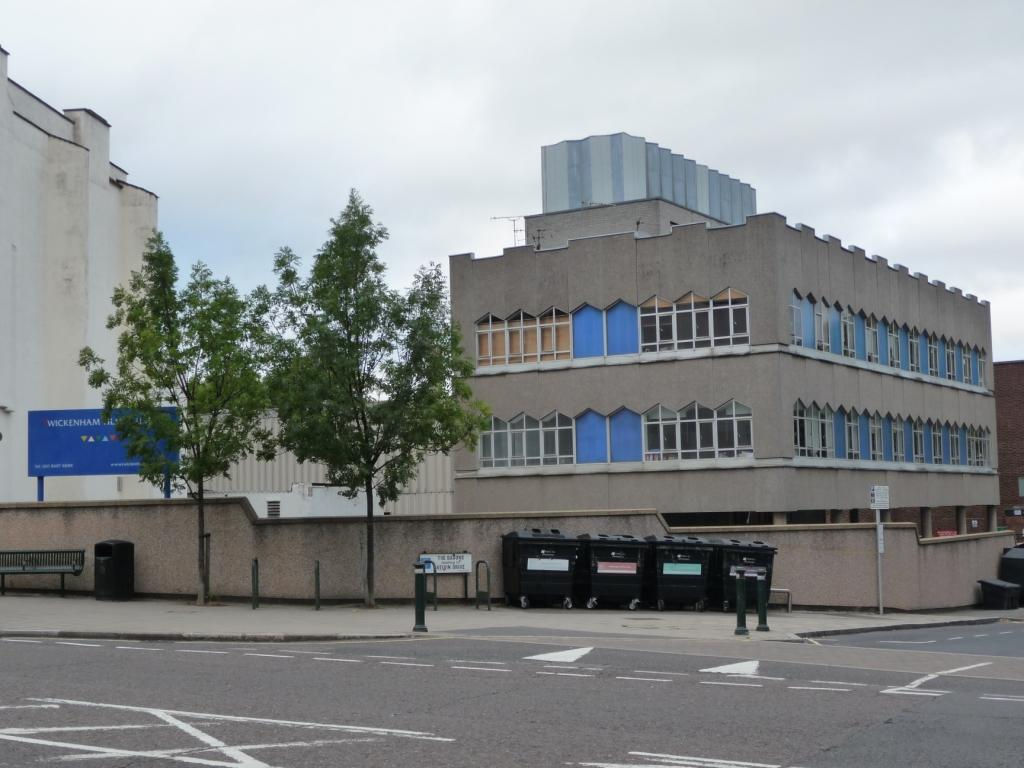
トゥイッケナム映画撮影所 (Twickenham Studios)。ビートルズがアルバム『レット・イット・ビー』 のリハーサルの他, 映画『レット・イット・ビー』のためのフィルム撮影をした場所
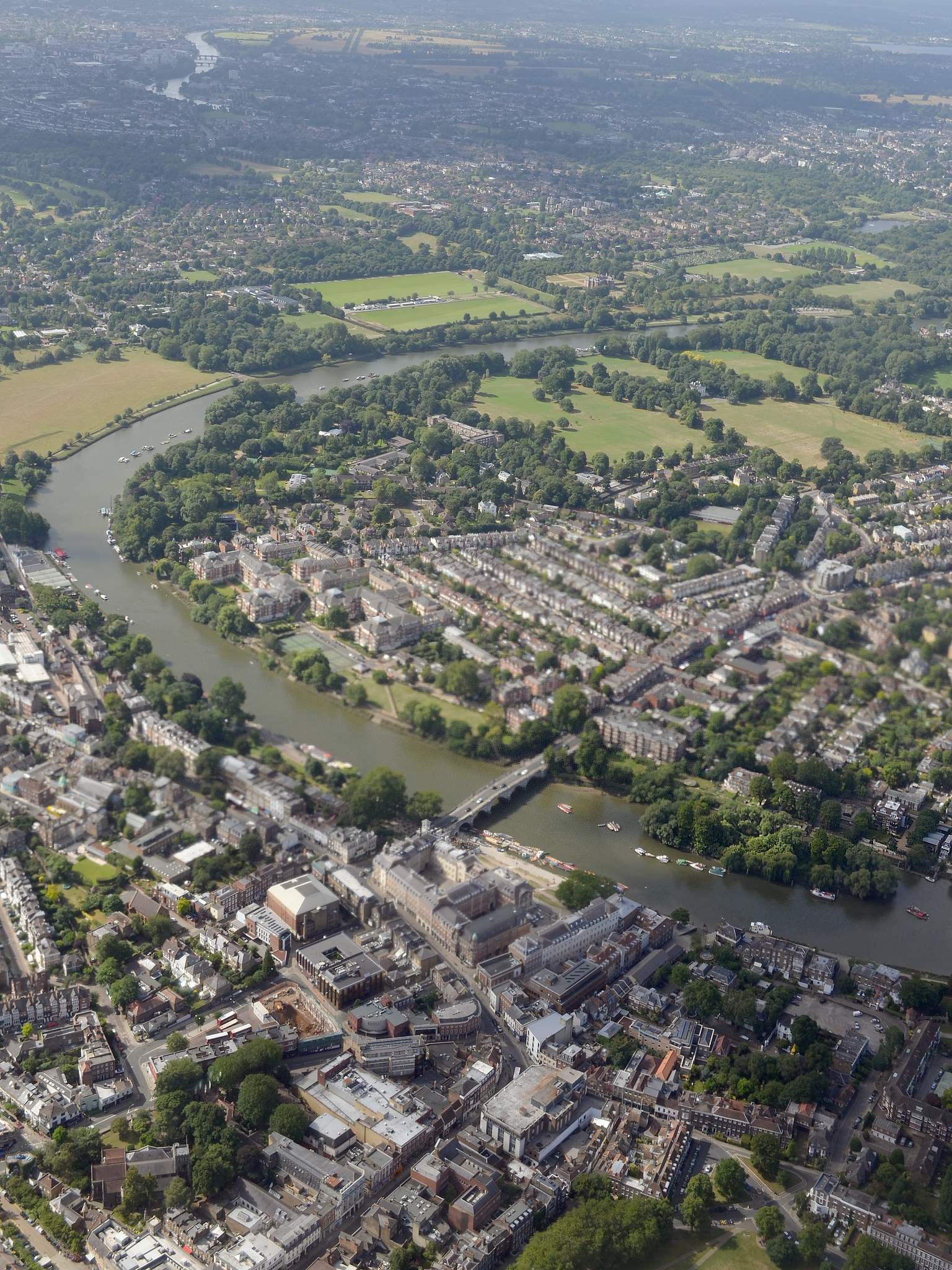
リッチモンドとイースト・トゥイッケナムを北から見る, 2015年8月 (Aerial view of Richmond and East Twickenham from the north, August 2015)
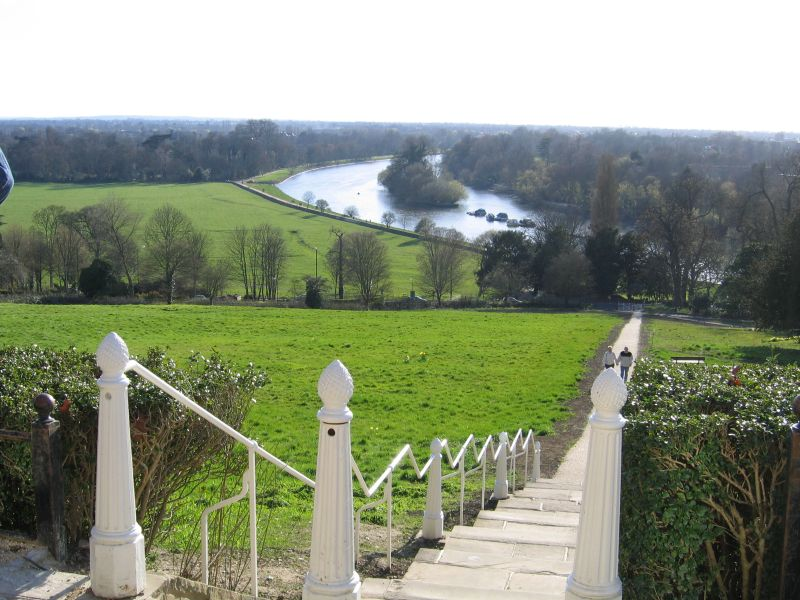
リッチモンド・ヒルからテムズ川南西方面を見る
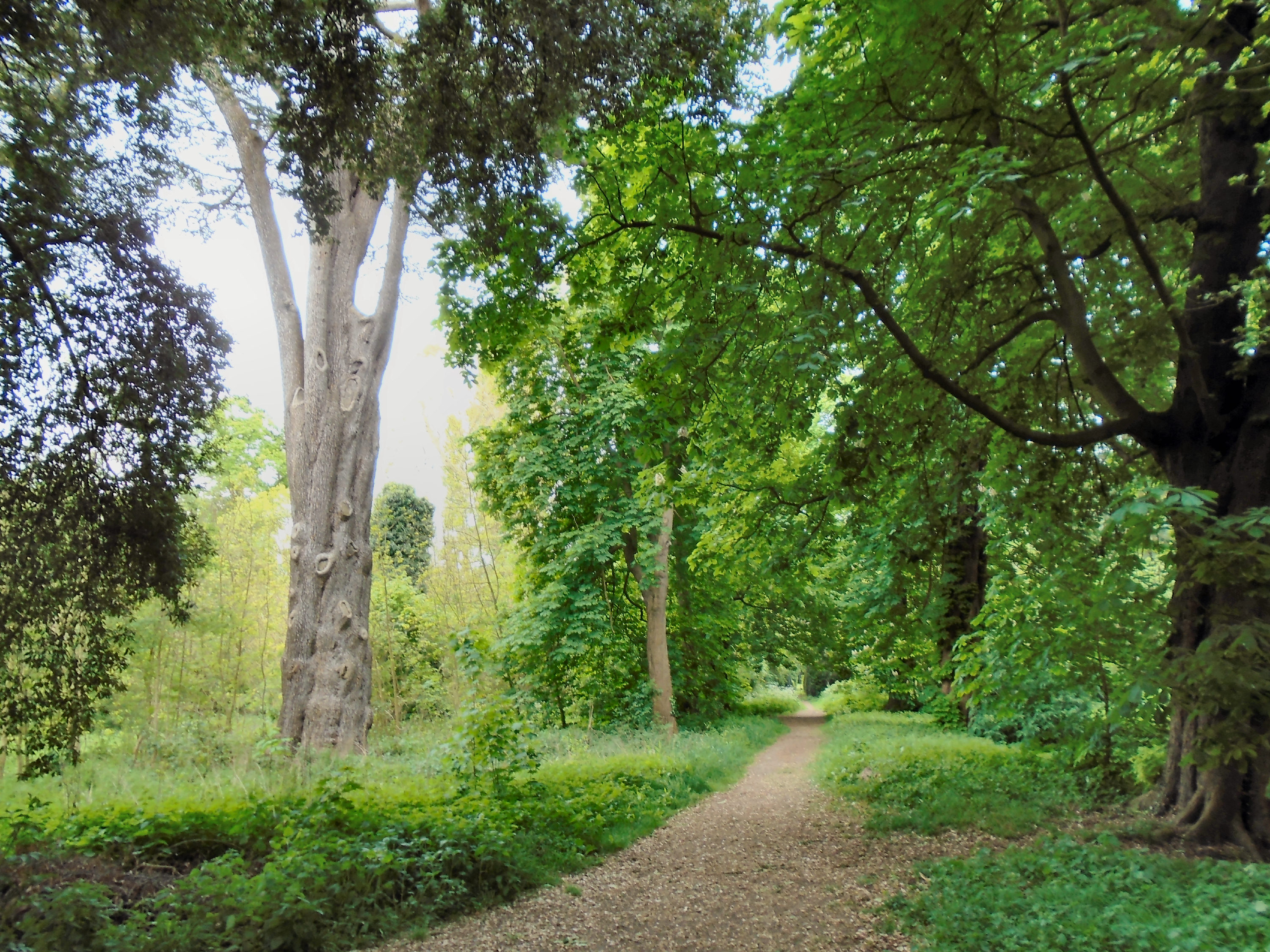
Petersham Lodge woods by the Thames, Petersham
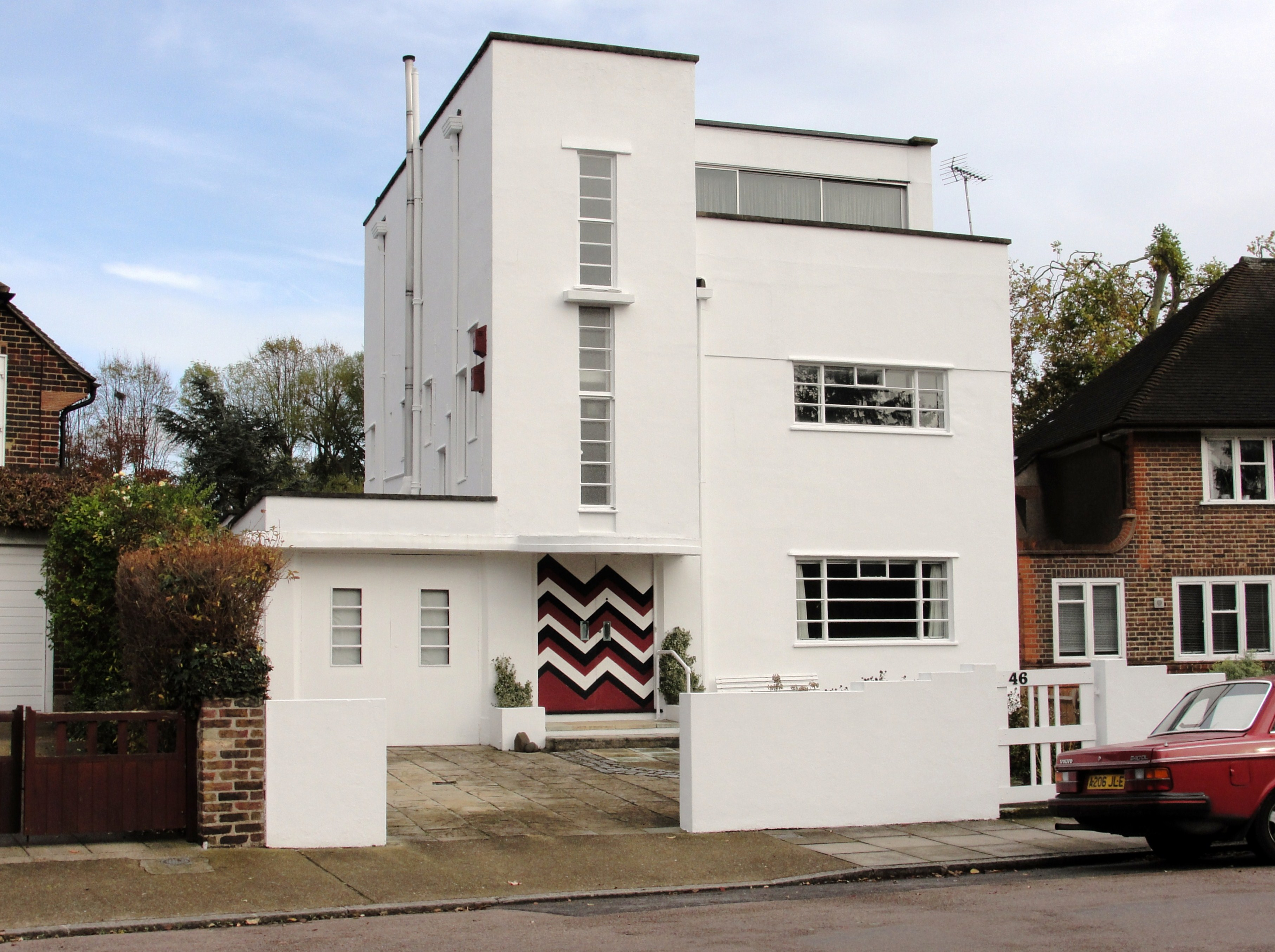
A Bauhaus(バウハウス) design House in St Margarets
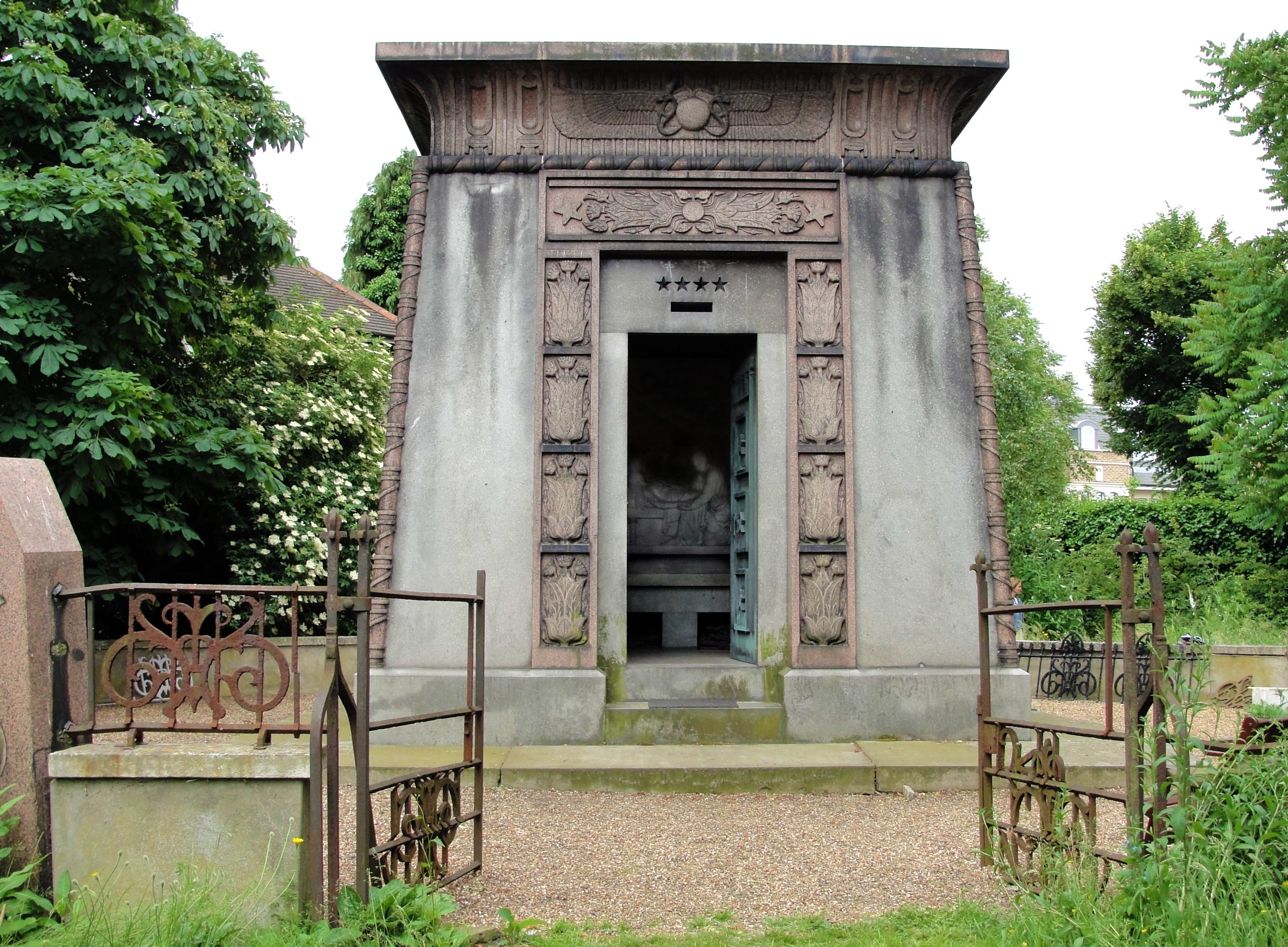
エジプシャン様式のキルモレイ・マウソレウム (Kilmorey Mausoleum 歴史的建造物 GradeⅡ*), St Margarets
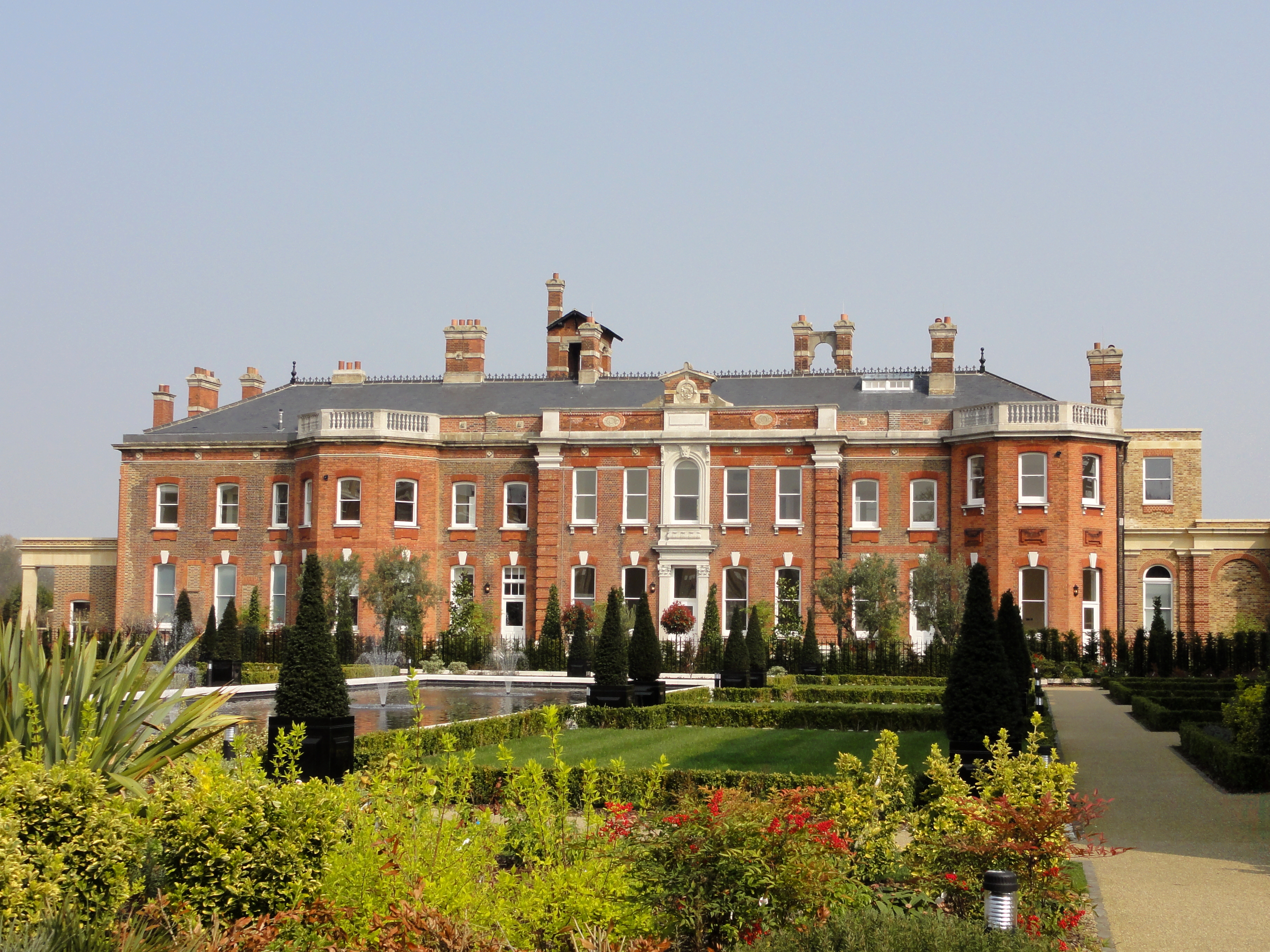
Gordon House (歴史的建造物 GradeⅡ), St Margarets

以下、*エリアないし地区、**下位地区
- リッチモンド、リッチモンド・ヒル　(Richmond and Richmond Hill)
- イースト・シーン (East Sheen)
  - リッチモンド公園
- Ham and Petersham
  - Ham, Petersham
- キュー (Kew)
  - Kew Green, Kew Bridge
- バーンズ (Barnes)
  - Barnes Common, Barnes Bridge, Barnes Village
- Mortlake
  - Chiswick Bridge
- North Twickenham and East Whitton
  - Cole Park, Stadium Village
- St Margarets and North Twickenham
  - Whitton
- St Margarets and East Twickenham 
  - セント・マーガレッツ (St Margarets)
- ストロベリー・ヒル (Strawberry Hill)
- Whitton and Heathfield
  - Whitton, Heathfield
- トゥイッケナム
  - Twickenham Green, Fulwell
- テディントン (Teddington)
  - Fulwell
- ハンプトン (Hampton)
- Hampton Hill
  - Fulwell
- Hampton Wick

## 教育
パブリック・スクールのセント・ポールズ・スクールがバーンズにある。また、16-18歳から成人を対象にした継続教育（に加え、高等教育への2年間の進学課程であるシックス・フォーム (en) の要素を加味した）課程のリッチモンド・アポン・テムズ・カレッジ (en) がトゥイッケナムに所在する。

## 観光
国立物理学研究所が本拠を置く。
キューガーデン、キュー宮殿、リッチモンド公園、ハンプトン・コート宮殿があり、さらにトゥイッケナム・スタジアム、トゥイッケナム・ストゥープ、ロンドン湿地センターなどの国内および国際的な観光名所も擁する。

## 姉妹都市
- フォンテーヌブロー[3] (since 1977)[4]
- コンスタンツ (since 1983)[4]
- リッチモンド (since 1980)[4]

## 関係者

### 出身者

#### 王侯貴族
- オルレアン公ルイ・フィリップ・ロベール（パリ伯フィリップの子、下記の仏国王ルイ・フィリップの曾孫） - フランス・オルレアン朝崩壊21年後の1869年にトゥイッケナム生まれ。姉アメリー、妹エレナらも同地生まれ。
- エドワード8世（英国王退任後はウィンザー公爵） - リッチモンド公園内のホワイト・ロッジ (en) 生まれ。自ら国王退位後はウォリス・シンプソンとパリ16区に居住。
- アレクサンダル・カラジョルジェヴィチ (1924-2016)（旧ユーゴスラビア王国王族） - 同上

#### その他
- ピーター・メイヒュー（男優） - 映画「スター・ウォーズ」シリーズのチューバッカ役。1944年、バーンズ生まれ。
- アンナ・チャンセラー（英語版）（女優） - TVドラマ「名探偵ポワロ」シリーズ『チョコレートの箱』（1993年）など。1965年、リッチモンド生まれ。

### 居住その他ゆかりある人物

#### 王侯貴族
- ヘンリー7世 - リッチモンドにあるリッチモンド宮殿で死去
- エリザベス1世 - 同上
- ルイ・フィリップ（フランス・オルレアン朝国王） - フランス革命からフランス第一帝政期間の一時期、トゥイッケナムに居住滞在。のちに仏7月王政（オルレアン朝）国王。
- ヘレーネ・ツー・メクレンブルク＝シュヴェリーン（フランス・オルレアン朝第一王子フェルディナン・フィリップ妃） - 子に上記のパリ伯フィリップら。王政崩壊10年後の1858年、リッチモンドにおいてインフルエンザで死去。

#### その他
- クリストファー・レン（17-18世紀の建築家、天文学者） - 1666年ロンドン大火後の新セントポール大聖堂設計者。当地のハンプトン・コート宮殿の敷地内で唯一、アン女王より貸し与えられた邸宅（The Old Court House）に居住し、亡くなったのは別宅があるウェストミンスター界隈のセントジェームズ・ストリート（St James's Street）。
- デニス・ウォーターマン (俳優)　- リッチモンド区にあったインデペンデント・スクール（私立）の舞台芸術学校コロナ・シアター・スクール (en) で学んだ。他にスーザン・ジョージ（女優）、フランチェスカ・アニス（女優）、マーク・レスター（元子役）らが学んだ。
- サマンサ・ボンド（女優） - セント・マーガレッツ (St Margarets) 居住（en:St Margarets, London#Notable inhabitants参照）